# Thomas McInerney

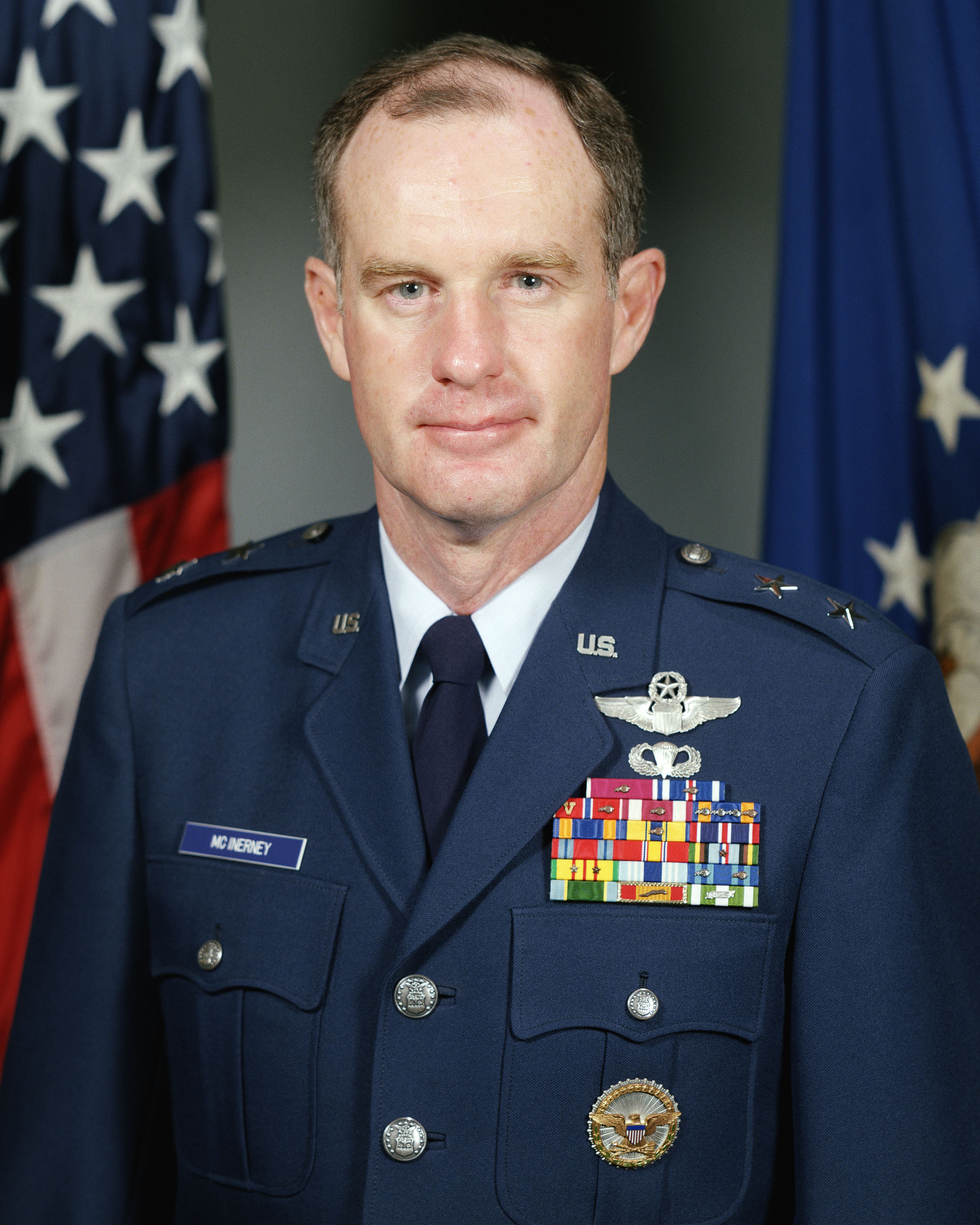
Thomas G. McInerney (1983)

Thomas G. McInerney (* 7. März 1937 in Havre de Grace, Harford County, Maryland) ist ein pensionierter Generalleutnant der United States Air Force. Er war unter anderem Kommandeur der 3. und der 11. Luftflotte.
In den Jahren 1955 bis 1959 durchlief er die United States Military Academy in West Point. Er wurde zunächst Leutnant in der Armee, wechselte aber wenig später zur Air Force, in der er anschließend alle Offiziersränge vom Leutnant bis zum Drei-Sterne-General durchlief.
Im Lauf seiner militärischen Karriere absolvierte er verschiedene Kurse und Schulungen. Dazu gehörten unter anderem eine Ausbildung zum Kampfpiloten und weitere Fortbildungskurse als Pilot von neuen Flugzeugtypen; das Armed Forces Staff College in Norfolk in Virginia und das National War College in Fort Lesley J. McNair in Washington, D.C. Außerdem erhielt er einen akademischen Grad von der George Washington University.
In seinen frühen Jahren als Offizier der Luftwaffe war er an verschiedenen Stützpunkten in den Vereinigten Staaten stationiert. Dabei war er bei unterschiedlichen Einheiten tätig. Dazwischen absolvierte er die erwähnten Schulungen. Während der Zweiten Berlin-Krise flog er Versorgungsflüge nach West-Berlin. Wenig später unternahm er während der Kuba-Krise Aufklärungsflüge über diese Insel. In den 1960er Jahren war er viermal im Vietnamkrieg eingesetzt.
Nach Beendigung seines Studiums am National War College im Juli 1973 wurde er auf die Luke Air Force Base in Arizona versetzt, wo er dem 58. Ausbildungsgeschwader (58th Tactical Fighter Training Wing) angehörte. Dort war er unter anderem für die Ausbildung deutscher Piloten auf F-104 Maschinen zuständig. Zwischen August 1974 und November 1976 war er Militärattaché an der amerikanischen Botschaft in London. Danach war er bis zum Oktober 1977 stellvertretender Kommandeur des 20. Kampfgeschwaders (20th Tactical Fighter Wing), das auf der Royal Air Force Station Upper Heyford in England stationiert war.
Nach dem Ende dieses Auftrags war Thomas McInerney militärischer Berater von Robert W. Komer der seinerseits Berater des Verteidigungsministeriums für NATO Angelegenheiten war. Sein nächster Auftrag führte ihn auf die Clark Air Base auf den Philippinen. Zwischen März 1979 und Februar 1981 kommandierte er dort das 3. Taktische Kampfgeschwader (3rd Tactical Fighter Wing). Es folgte eine Versetzung zur Kadena Air Base in Japan. Dort hatte er zwischen Februar 1981 und Juni 1983 den Oberbefehl über die 313. Luftdivision (313th Air Division).
Danach wurde er zum Stab der Pacific Air Forces versetzt, die auf der Hickham Air Force Base in Hawaii stationiert waren. Bis zum Juli 1985 leitete McInerney dessen Stabsabteilung für Operationen und Aufklärung (deputy chief of staff for operations and intelligence). Danach kommandierte er zwischen Juli 1985 und September 1986 die 3. Luftflotte, die damals auf der Royal Air Force Station Mildenhall in England stationiert war. Anschließend wurde er zur Ramstein Air Base in Deutschland versetzt, wo er stellvertretender Kommandeur der United States Air Forces in Europe wurde. Diese Aufgabe bekleidete er zwischen Oktober 1986 und Mai 1988.
Daran schloss sich eine Versetzung zur Elmendorf Air Force Base in Alaska an. Dort erhielt er im Mai 1988 das Kommando über den damals noch bestehenden Alaskan Air Command. Aus diesem ging dann die wieder gegründete 11. Luftflotte hervor. McInerney übernahm auch das Kommando über diese Einheit, das er bis zum 13. Juli 1992 behielt. Nach dem Ende dieses Auftrags wurde er zum Hauptquartier der Air Force versetzt, wo er dem Stab des Vice Chief of Staff of the Air Force angehörte. Diesen Posten bekleidete er bis zu seiner Pensionierung im Jahr 1994.
Während seiner aktiven Zeit als Militärpilot absolvierte er über 4100 Flugstunden auf verschiedenen Flugzeugtypen.
Nach seiner Pensionierung wurde er Vorstandsmitglied verschiedener Firmen, die vor allem mit dem Militär in Verbindung standen. Zwischen 2002 und 2018 war er als Militärexperte für den Sender Fox News tätig. Politisch engagierte er sich für Donald Trump und unterstütze dessen Wahlkämpfe. Er gilt politisch als sehr konservativ und teilte selbst die umstrittensten Thesen Trumps.

## Orden und Auszeichnungen
Thomas McInerney erhielt im Lauf seiner militärischen Laufbahn unter anderem folgende Auszeichnungen:
- Defense Distinguished Service Medal
- Defense Superior Service Medal
- Legion of Merit
- Bronze Star Medal
- Distinguished Flying Cross
- Meritorious Service Medal
- Air Medal
- Air Force Commendation Medal
- National Defense Service Medal
- Vietnam Service Medal
- Gallantry Cross (Südvietnam)
- Vietnam Campaign Medal (Südvietnam)